# Archives municipales de Haguenau

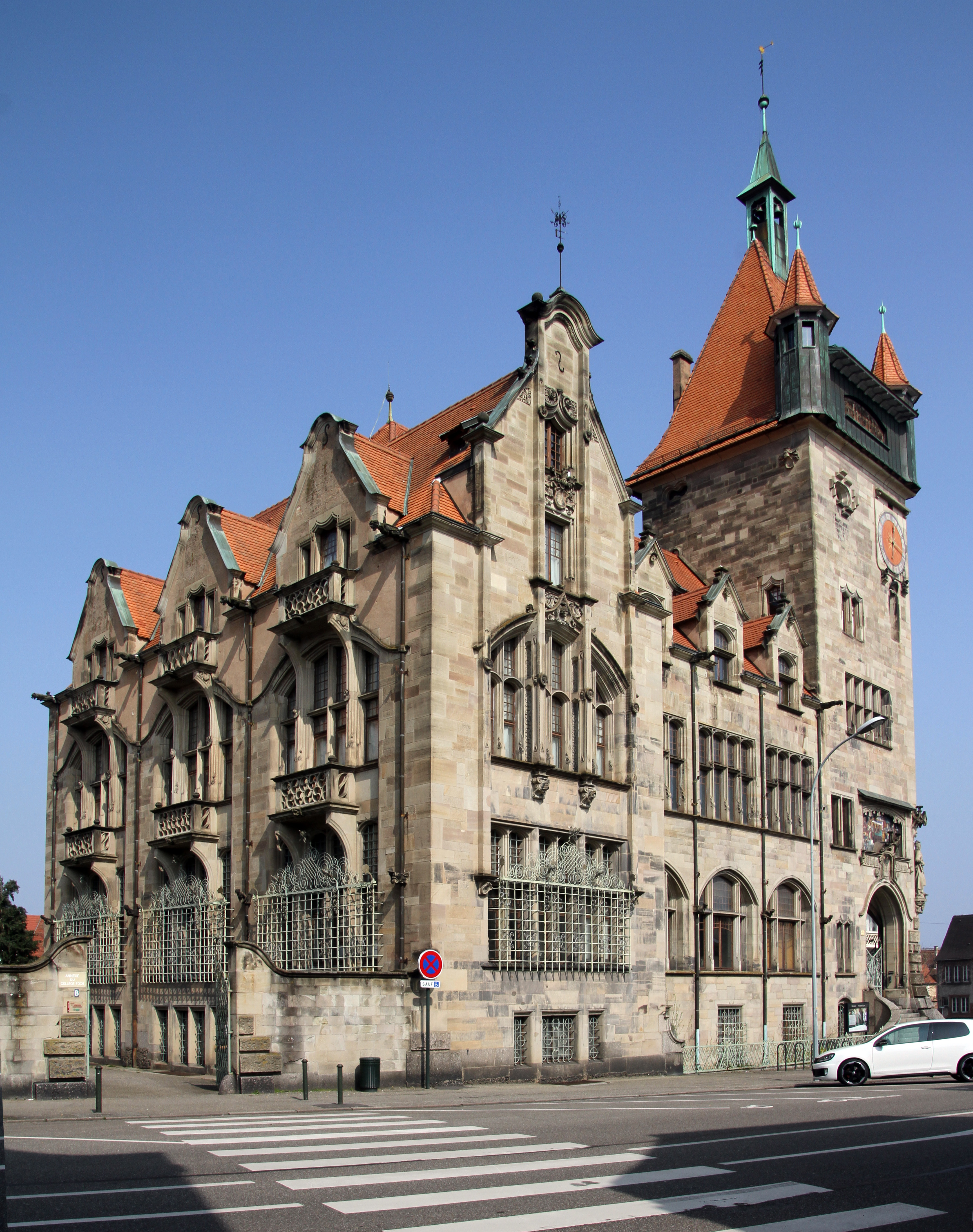
Das Museums- und Archivgebäude an der rue du Maréchal Foch

Die Archives municipales de Haguenau sind das Stadtarchiv der französischen Stadt Hagenau im Département Bas-Rhin (Region Grand Est).

## Geschichte
Das Archiv der Stadt Hagenau wurde 1486 im Turm der alten Kanzlei, dem heutigen Musée alsacien de Haguenau aufbewahrt. Trotz kriegerischer Ereignisse und wechselnder Landesherren blieb eine Fülle von historisch bedeutsamem Archivgut des Mittelalters und der frühen Neuzeit erhalten. In den Jahren 1900 bis 1905 wurde nach Plänen von Richard Kuder und Joseph Müller für das Historische Museum, die Bibliothek und das Archiv ein eigenes Gebäude errichtet, in dem es auch heute noch untergebracht ist. Es ist nach den Archives de la Ville et de l’Eurométropole de Strasbourg das zweitgrößte Kommunalarchiv im Département Bas-Rhin.

## Bestände
Das Archiv verwahrt über 1200 laufende Meter Archivgut vom 12. Jahrhundert bis heute. Dazu gehören:
- Die kommunale Schriftgutüberlieferung, darunter 103 laufende Meter aus der Zeit von 1200 bis 1790 und 75 laufende Meter aus den Jahren 1870 bis 1939.
- Die Pfarrarchive der Pfarreien Saint-Georges, Saint-Nicolas, Marienthal und Minversheim sowie der protestantischen Kirche (13 laufende Meter)
- Kirchenbücher und Zivilstandsregister (Taufen/Geburten 1605–1913, Heiraten 1611–1913, Beerdigungen/Todesfälle 1653–1913)
- Zeitungsbestände in französischer und deutscher Sprache seit 1841, darunter die Hagenauer Zeitung von 1875 bis 1918, die Landeszeitung für Elsaß-Lothringen (1884–1889), die Elsaß-Lothringer Zeitung (1930–1939) und das Amtsblatt für den Kreis Hagenau (1912–1939)